# Dorfkirche Obersynderstedt

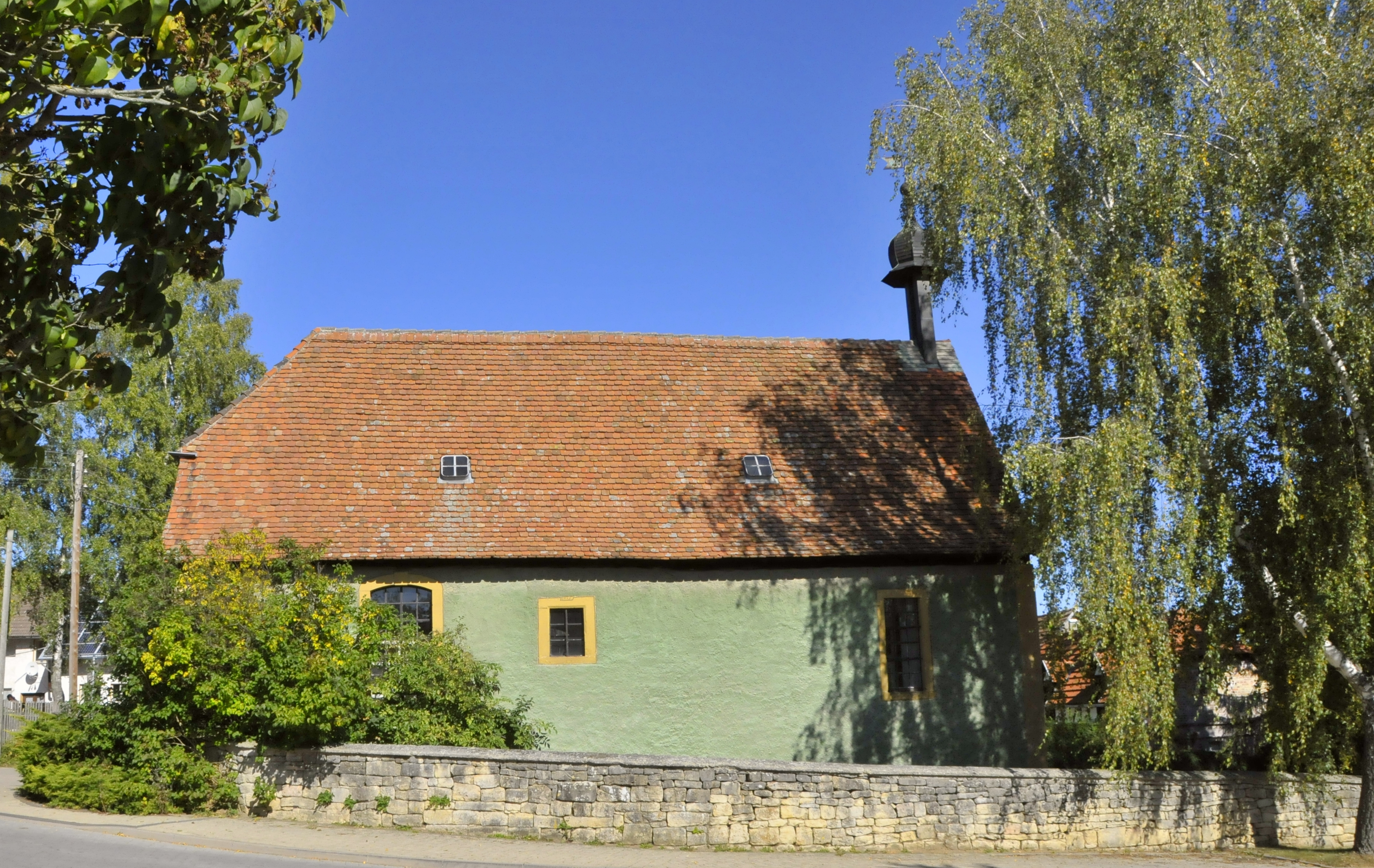
Die Kirche

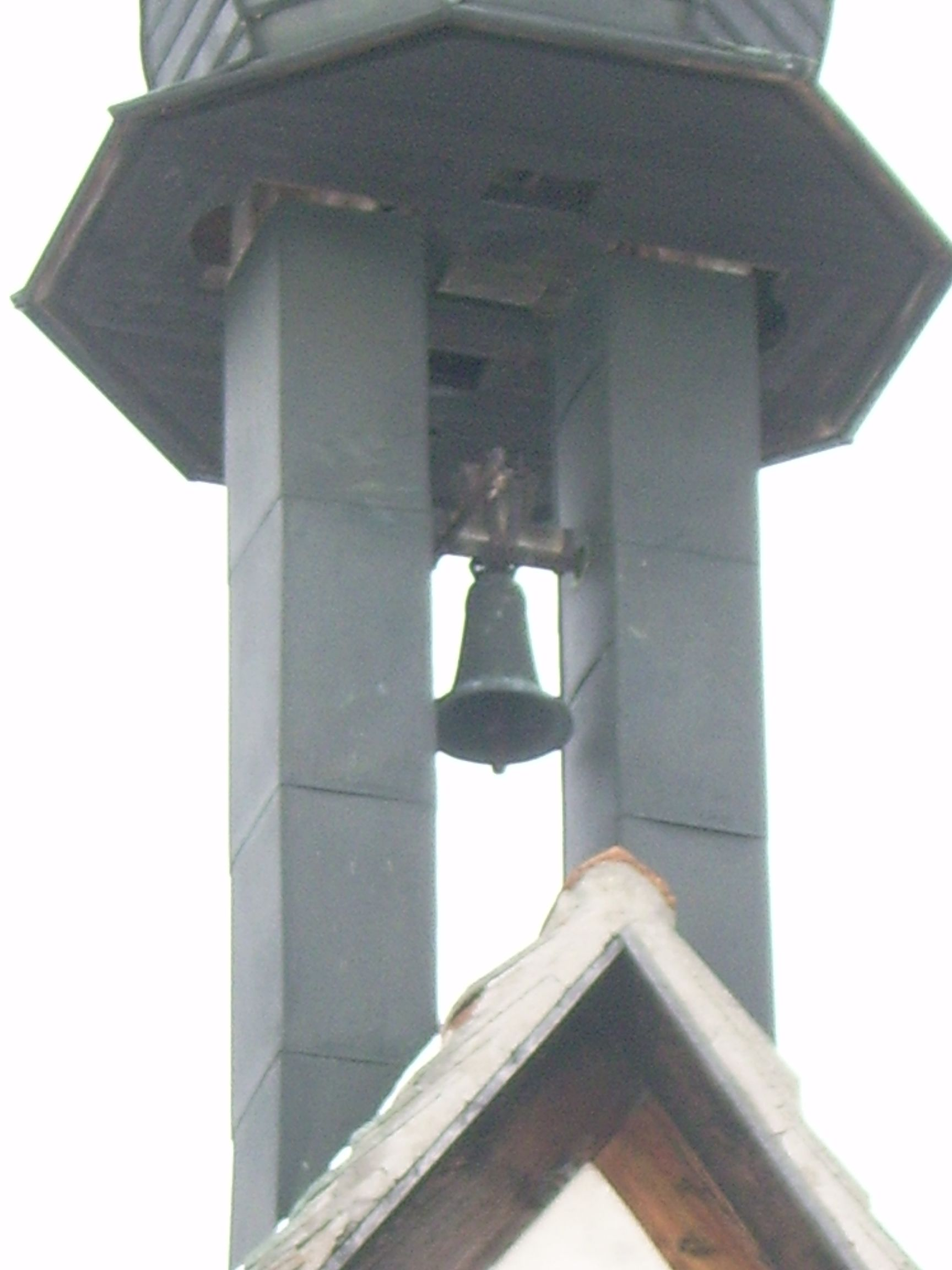
Dachreiterglocke

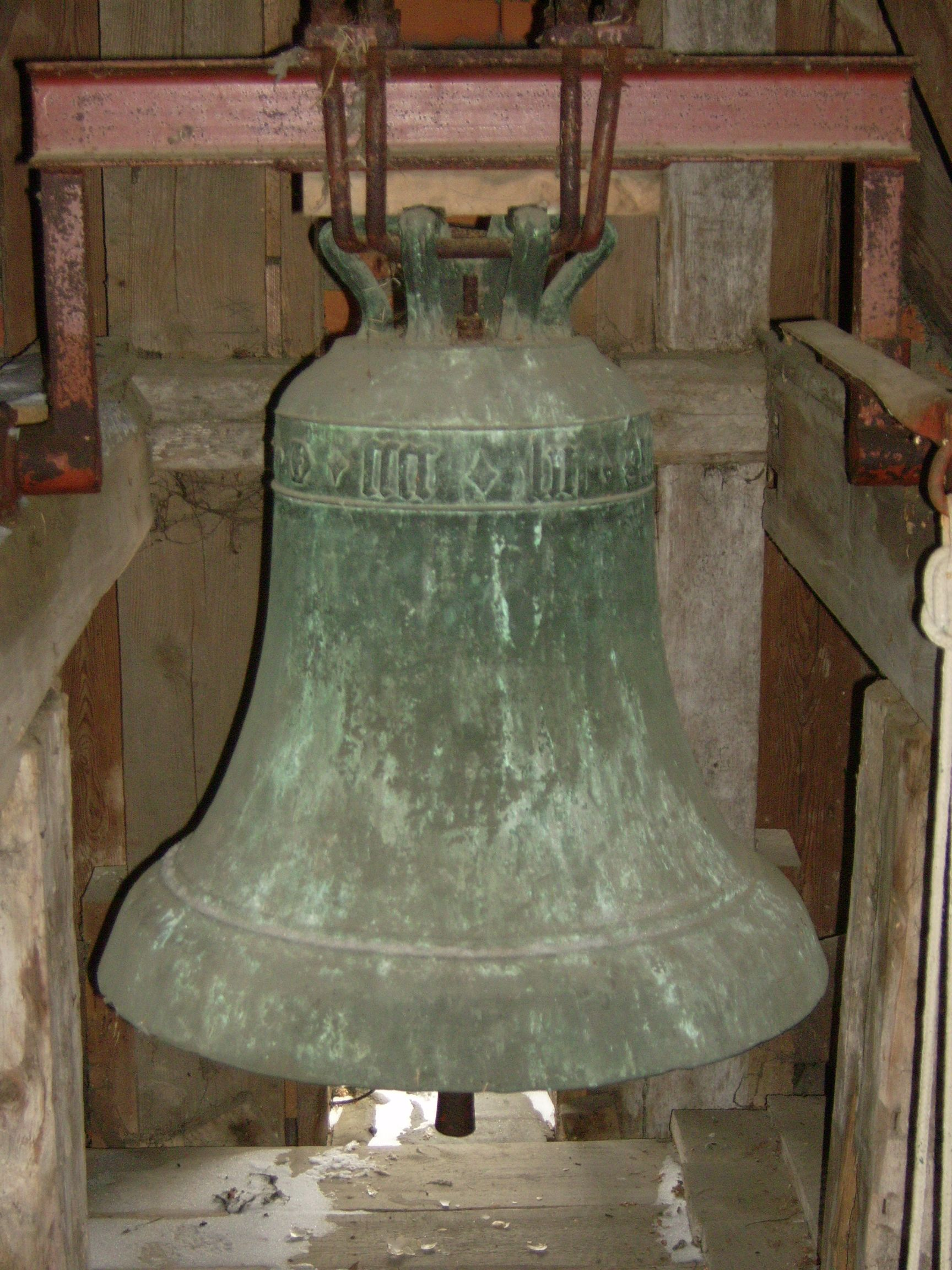
Glocke 1453

Die evangelische Dorfkirche Obersynderstedt im Ortsteil Obersynderstedt der Stadt Blankenhain im Landkreis Weimarer Land in Thüringen liegt inmitten des Gottesackers zentral im Dorf.

## Allgemein
Das 1981/82 restaurierte Kirchlein fällt durch seine hellgrüne Fassade mit ockerfarbenen Ecken und Gewändefassung, Fachwerkgiebel und kupferbedeckter Schweifhaube auf. Außen steht auf zwei kräftigen Pfosten eine kleine Bronzeglocke. Sie ist das verkleinerte Duplikat der im Turm läutenden Bronzeglocke in gotischer Zuckerhutform aus dem Jahr 1453. Auf ihr ist zu lesen: /Anno d[omi]ni M cccc liii gloria patri/. Die kleine Dachreiterglocke wurde 1982 von der VEB Apoldaer Glockengießerei/ Gießer: Franz-Peter Schilling gegossen. Auf ihr steht: /OBERSYNDERSTEDT 1982/LIBERA NOS DOMINE/ Ein Fenster an der Südseite mit der Jahreszahl 1605 weist auf das Alter des Gotteshauses hin. Vielleicht ist die Jahreszahl ein Hinweis auf eine der vielen Umbauten. Damals soll die Kirche noch kleiner gewesen sein. 1709 bis 1712 beim barocken Erweiterungsbau wurde sie einige Meter nach Westen verlängert. Über einer als Fenster vermauerten Tür steht die Jahreszahl 1709.

## Ausstattung
Die Tonne ist mit großem Engel, blauem Himmel, Wolken und Spruchbändern bemalt. An den Emporen werden ein Apostel und Propheten mit biblischen Szenen dargestellt. Der Kanzelbau ersetzte im Mitte des 18. Jahrhunderts den Schnitzaltar. Die Orgel stiftete 1832 Nicolaus Heinrich Loth. 1882 wurde die verlängerte Sakramentsnische des 14. Jahrhunderts in der Südwand restauriert.  Alte Ritzzeichnungen an der Nordwand stellten heidnische Fruchtbarkeitssymbole dar. Die Christen haben darauf später ein Kreuz eingemeißelt.